# Быстров, Сергей Николаевич
Сергей Николаевич Быстров (21 июля 1937, город Армавир Краснодарского края РСФСР, СССР — 9 июня 2018, город Москва, Россия) — советский и российский политик, народный депутат РСФСР (РФ), член Верховного Совета СССР, депутат Государственной Думы ФС РФ I созыва.

## Биография
В 1960 году получил высшее образование по специальности «ученый-агроном» окончив Ставропольский сельскохозяйственный институт. В 1970 году защитил диссертацию на соискание ученой степени кандидата экономических наук.
С 1960 по 1962 год работал в Целинном районе Калмыцкой АССР в должности главного агронома совхоза «Балковский». С 1962 по 1965 год работал на опытных фермах в республике Гвинея, в государственных хозяйствах республики Монголия. В 1965 году работал в научно-производственном объединении «Нива Ставрополья» заведующим отдела экономики. С 1965 по 1990 год работал в Ставропольском сельскохозяйственном институте младшим научным сотрудником, руководителем отдела.
С 1990 по 1993 год был народным депутатом РСФСР от Ставропольского края, был членом Верховного совета России, входил в комитет по социальному развитию села, аграрным вопросам и продовольствию. До 1991 года был членом КПСС.
В 1993 году был избран депутатом Государственной думы I созыва, был членом комитета Государственной думы по аграрным вопросам, входил во фракцию Аграрной партии России.
С 1995 по 2004 работал в аппарате Государственной думы. После выхода в 2004 году на пенсию принимал участие в работе землячества «Ставропольцы». 
Умер 9 июня 2018 года в Москве.

## Награды и премии
Медаль «За трудовое отличие»
Лауреат премии Совета Министров СССР

## Семья
Жена Быстрова Алла Степановна, дочь Марина, двое внуков